# Суховерхова, Ангелина Евдокимовна
Ангелина Евдокимовна Суховерхова (урождённая Яковлева; 1 июля 1897, Шотова Гора — 22 ноября 1965, Шотова Гора) — русская сказительница. Участница Северного русского народного хора.

## Биография
Ангелина Суховерхова родилась 1 июля 1897 года в деревне Шотова Гора (ныне Пинежский район Архангельской области). Ангелина была младшей из пяти сестёр, братьев у неё не было.
В то время на Пинежье общинную землю разделяли на наделы, которые распределялись по душам. При этом женщины не учитывались. Поэтому Евдоким Яковлев, отец Ангелины, имел всего полтора надела (половину надела уступил сосед). Ангелина Евдокимовна позднее рассказывала: «Когда я родилась, мать горько-горько заплакала: опять девка. К самому разделу. Стыдно людей. Родился бы парень — земли дали». Бабушка же посочувствовала невестке: «Девки те же детки. Пусть живет, коли родилась. Парень родится на славу, а девка — на счастье».
Из пятерых сестёр только две обучались грамоте в трёхлетней церковно-приходской школе: старшая и младшая. Учёба давалась Ангелине легко, школу она окончила с похвальным листом. Дальнейшего образования Ангелина не получила, о чём впоследствии сожалела.
Талант сказительницы проявился у Ангелины с детства. По соседству с семьёй Яковлевых жило трое стариков, и Ангелина каждый день бегала к ним слушать сказы. А вернувшись домой, начинала сама сочинять. Она вспоминала:
Любила я слушать наши старинные пинежские песни, и сама пробовала складывать их. Мать поругает, бывало, а то и колотовкой угостит за то, что всякие благо-глупости забираю. Поплачу от мамонькина наказания, пообещаю, что не буду больше про соседей насмешек складывать, а через день-другой опять за то же принимаюсь.
В 1930 году Ангелина Суховерхова приехала в Архангельск, где нашла работу. Там она познакомилась с певицей Антониной Колотиловой, которая собирала свой Северный русский народный хор. Ангелина Евдокимовна так описывала это знакомство:
И вот впервые я приехала в Архангельск. Меня дома предупредили, что в городе много мазуриков и чтобы я их остерегалась… Зашла в один магазин и натолкнулась на барышню в воротнике. Увидев меня, она подошла и стала спрашивать, откуда я, пою ли, знаю ли песни… Я так испугалась, что ответила: «Ничегошеньки не знаю», — и пошла от нее прочь. Она походила, походила по магазину и опять подошла ко мне. Спрашивает снова: «Ты, молодушка, наверно знаешь много песен — расскажи, не бойся никого. Пинежанки ведь мастерицы петь».
Суховерхова тогда отказалась назвать Колотиловой своё имя и адрес, и не откликнулась на её приглашение прийти в гости. Но через некоторое время они снова встретились:
Она стала мне рассказывать, что у нес есть хор деревенский из таких же, как я, молодиц, и что она взяла бы меня к себе, если я соглашусь. «Я не верю, - добавила Колотилова, – что ты не знаешь деревенских песен». Тогда я созналась, что знаю много песен и согласилась зайти к ней на квартиру.
Так началось их сотрудничество. По вечерам Ангелина Суховерхова ходила на репетиции хора, а днём работала. Колотилова просила её рассказывать на концерте про своё «житьё-бытьё». Первое же выступление сказительницы в Доме отдыха на 22 лесозаводе имело большой успех: приходилось несколько раз выходить и кланяться.
В 1939 году Суховерхова впервые побывала в Москве, куда ездила в качестве делегатки на съезд сказителей вместе с М. С. Крюковой. После возвращения Суховерхова написала сказ «Как я от сохи отстала и в Москве побывала».
После начала Великой Отечественной войны перед сказителями была поставлена задача — писать на военные темы. Во время войны, с апреля 1943 по апрель 1945 года Суховерхова в составе специальной агитбригады Всесоюзного Дома народного творчества имени Н. К. Крупской выступала перед бойцами. Помимо неё, в состав бригады входила сказительница Е. В. Волкова и народная поэтесса А. П. Анисимова. Суховерхова побывала на Западном, Центральном, Карельском фронтах, выступала перед моряками Северного и Тихоокеанского флотов. В годы войны ею было создано множество сказов, среди которых «Ты послушай-ко, весна, гром гремит вдали», «Срубим голову фашисту лютому», «Поворот от ленинградских ворот», «Истрепал Гитлер смазные сапоги», «Золотая верба» и другие. За агитационную работу во время войны Ангелина Суховерхова получила почётную грамоту Комитета по делам искусств при Совете министров СССР, награждена медалями «За оборону Советского Заполярья», «За доблестный труд в Великой Отечественной войне», а в 1948 году получила медаль «В память 800-летия Москвы». После войны она написала ряд новых сказов, в том числе «Заветный цвет».
В 1948 году Ангелина Суховерхова покинула хор. Она некоторое время жила во Львове, где познакомилась с профессором Р. М. Волковым. Благодаря ему ряд произведений Ангелины Евдокимовны был опубликован в газете «Львовская правда» и в украинском журнале «Народна творчість та етнологія» (1962. № 2). Затем Ангелина Суховерхова переехала в Москву. Неоднократно выступала по радио и на телевидении. Последние годы жила в родной деревне, где и умерла 22 ноября 1965 года. Похоронена на деревенском кладбище.

## Память
Художник Василий Рождественский написал портрет Ангелины Суховерховой (1944; бумага, акварель, уголь; Тульский музей изобразительных искусств).
В деревне Шотова Гора на стене дома установлена деревянная мемориальная доска с текстом: «В этом доме жила 1914—1936 гг., 1962—1965 гг. народная сказительница Ангелина Евдокимовна Суховерхова».

## Сочинения
- Богатырь Дмитрий // Стихи и рассказы. — М.; Л., 1943. — С. 61-64;
- Поворот от ленинградских ворот / зап. А. Я. Колотиловой // Краснофлотец. — 1943. — № 16. — С. 28;
- Заветный цвет // Север: лит.-худож. альм. — Архангельск, 1947. — № 9. — С. 149—153;
- На реке лесной, на Пинеге: сказ // Лесной фронт. — 1949. — 21 дек.;
- Про старопрежнюю долю женскую // Север: лит-худож. альм.- Архангельск, 1953. — № 4. — С. 110—114;
- Колхозные были; Ты послушай-ко, весна, гром гремит вдали; Золотая верба; Изо всех звезд краше всех; Частушки; Про старопрежнее житье-бытье женское: сказы // Народное творчество и этнография.- Киев, 1962. — С. 123—130;
- Край наш северный... // Правда Севера. — 1963.- 31 дек.;
- Песни и сказы. — Архангельск, 1975;
- Пинежские сказители : [сборник / сост.: Л. А. Житов, Н. Л. Ряхина]. — Архангельск : Правда Севера, 2008. — С. 127—178.